# 公示
公示（こうじ）は、一定の事柄を周知させるため、公衆が知ることのできる状態に置くこと。公の機関が行う場合と、私人が行う場合がある。

## 主な公示の例

### 公の機関が行う公示
- 天皇が詔書によって行う国会議員の総選挙（衆議院議員総選挙および参議院議員通常選挙）の施行の公示（日本国憲法第7条4号、公職選挙法31条4項5項、32条3項）
- 土地鑑定委員会による標準地の正常な価格の公示（公示地価、地価公示法2条1項）
- 文部科学大臣による学習指導要領の公示（学校教育法施行規則38条、52条、74条、84条等）
- 文部科学大臣による被占領地域流出文化財の指定の公示（武力紛争の際の文化財の保護に関する法律4条4項2項）
- 公示送達（民事訴訟法110条以下）
- 不動産登記法、商業登記法などに基づく登記
- 動産及び債権の譲渡の対抗要件に関する民法の特例等に関する法律に基づいて行われる債権譲渡登記
- 行政手続法38条以下に定める意見公募手続等（パブリックコメント）
- 非訟事件手続法99条以下に定める公示催告
- NPBによる支配下選手登録の公示

#### 廃止されたもの
- 高額納税者公示制度（長者番付）

### 私人が行う公示
- 一般旅客定期航路事業者による運送約款・運賃等の公示（海上運送法10条）
- 著作権等管理事業者による管理委託契約約款・使用料規程の公示（著作権等管理事業法15条）